# Jacques Borelius

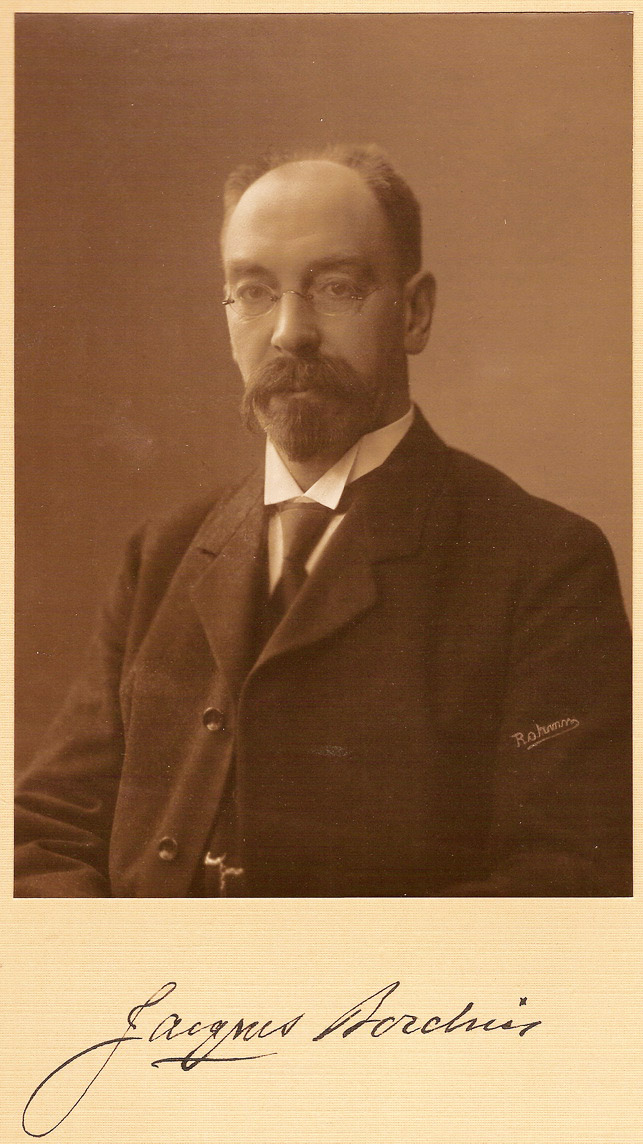
Jacques Borelius

Bronzebüste von Carl Eldh vor Gamla kirurgen in Lund

Jacques Ludvig Borelius (* 11. März 1859 im Kirchspiel Ramnäs, Gemeinde Surahammar; † 15. oder 16. März 1921 in Lund) war ein schwedischer Mediziner und Professor der Chirurgie an der Universität Lund. Er gilt als einer der Pioniere der Hernien-Chirurgie in Schweden.

## Leben
Borelius studierte ab 1877 Medizin an der Universität Uppsala. Dort legte er 1887 sein Lizenziat ab. In Lund erreichte er 1890 den Grad eines Doktors der Medizin. Bereits ab 1887 hatte Borelius eine Stelle als Arzt in der chirurgischen Abteilung des Sahlgrenska Universitetssjukhuset in Göteborg inne, die er bis 1891 ausfüllte. Von 1890 bis 1891 lehrte er als Dozent der Chirurgie an der Universität Lund um anschließend, von 1891 bis 1898, als Oberarzt am Krankenhaus in Karlskrona zu arbeiten. 1899 wurde er zum Professor der Chirurgie an der Universität Lund ernannt.

## Wirken
In seiner Zeit als Oberarzt in Landskrona spezialisierte sich Borelius auf Leistenbrüche. Er operierte zwischen 1891 und 1897 139 Patienten mit einem nicht-eingeklemmten Leistenbruch nach der Methode von Edoardo Bassini (Über die Behandlung des Leistenbruches, 1884). Borelius untersuchte die Folgeerscheinungen der Operationen nach einer Dauer zwischen einem und sieben Jahren und konnte eine Rezidiv-Frequenz von 12,9 % feststellen.
Borelius wurde 1901 Mitglied der Königlichen Physiographischen Gesellschaft in Lund und 1914 in die Königliche Wissenschafts- und Gelehrsamkeitsgesellschaft in Göteborg aufgenommen.

## Werke (Auswahl)
- Antiseptikens utveckling och nutida tillämpning (1890)
- Om sakrala operationsmetoder (1894)
- 200 radikaloperationer för bråck (1891–1897)